# サラワティ島
サラワティ島（Salawati）はインドネシアのラジャ・アンパット諸島の主要4島の一つ。西パプア州のラジャ・アンパット県に属している。
面積は1623km2であり、ニューギニア島本島とはセール海峡（Sele Strait）で隔てられており、バタンタ島との間にはピット海峡（Pitt Strait）が存在する。
石油の採掘が可能。